# Dubrovytsya
Dubróvytsya o Dubróvytsia (en ucraniano Дубро́виця) es una ciudad de Ucrania perteneciente al raión de Sarny en la óblast de Rivne. Su población es de 9.691 habitantes (2005).
Está situada a orillas del río Horýn, unos 20 km al norte de la capital distrital Sarny sobre la carretera P05 que lleva a Stolin. Al noroeste de la ciudad sale la carretera P76, que lleva a Pinsk pasando por Zarichne.

## Historia
El origen de Dubróvytsia se remonta al año 1005. Recibió el estatuto de ciudad en 1957. Hasta 2020 era la capital del raión de Dubrovytsia.